# Dauphin bleu et blanc
 (janvier 2022).
Stenella coeruleoalba
Espèce
Répartition géographique
Statut de conservation UICN

 LC  : Préoccupation mineure
Statut CITES
Le dauphin bleu et blanc, dauphin bleu, dauphin de Thétis ou dauphin rayé , Stenella coeruleoalba, est une espèce très courante de dauphins peuplant l'ensemble des mers et océans.

## Taxonomie
Le dauphin bleu et blanc est l'une des cinq espèces du genre Stenella. Il est découvert par le savant allemand Franz Meyen en 1833. Son épithète spécifique, coeruleoalba, provient de l'agglutination des mots cæruleus, « bleu foncé », et albus, « blanc », ses principales caractéristiques physiques.

## Description
La taille et le poids du dauphin bleu et blanc sont similaires à ceux du dauphin commun : environ 1,90 m à 2,60 m pour 80 à 150 kg.
La nageoire dorsale est en forme de faucille, le dos assez sombre, les flancs gris, blancs et bleus. Ce dauphin présente environ trois bandes bleues partant de l'œil, une petite entaille sur la nageoire caudale, et une ou deux bandes bleues qui courent du flanc à la nageoire dorsale.
Son régime alimentaire est constitué pour moitié de petits poissons, incluant anchois et sardines, qu'il chasse le jour, et, pour le reste, de calmars et crustacés pélagiques qu'il chasse par écholocation, la nuit, vers 200 m et plus de profondeur. La ration quotidienne d'un adulte est d'environ 5 kg.
Les individus pèsent à la naissance 10 kg et mesurent près d'un mètre de long. Différentes recherches font état d'une maturité sexuelle à douze ans pour les femelles méditerranéennes et de sept à neuf ans pour celles du Pacifique. Les gestations durent un an et sont espacées de trois à quatre ans.
Sa longévité est estimée à 75 ans en mer, mais il s'adapte très mal à la captivité : il y est frappé par certaines infections qui lui sont inconnues en milieu sauvage.

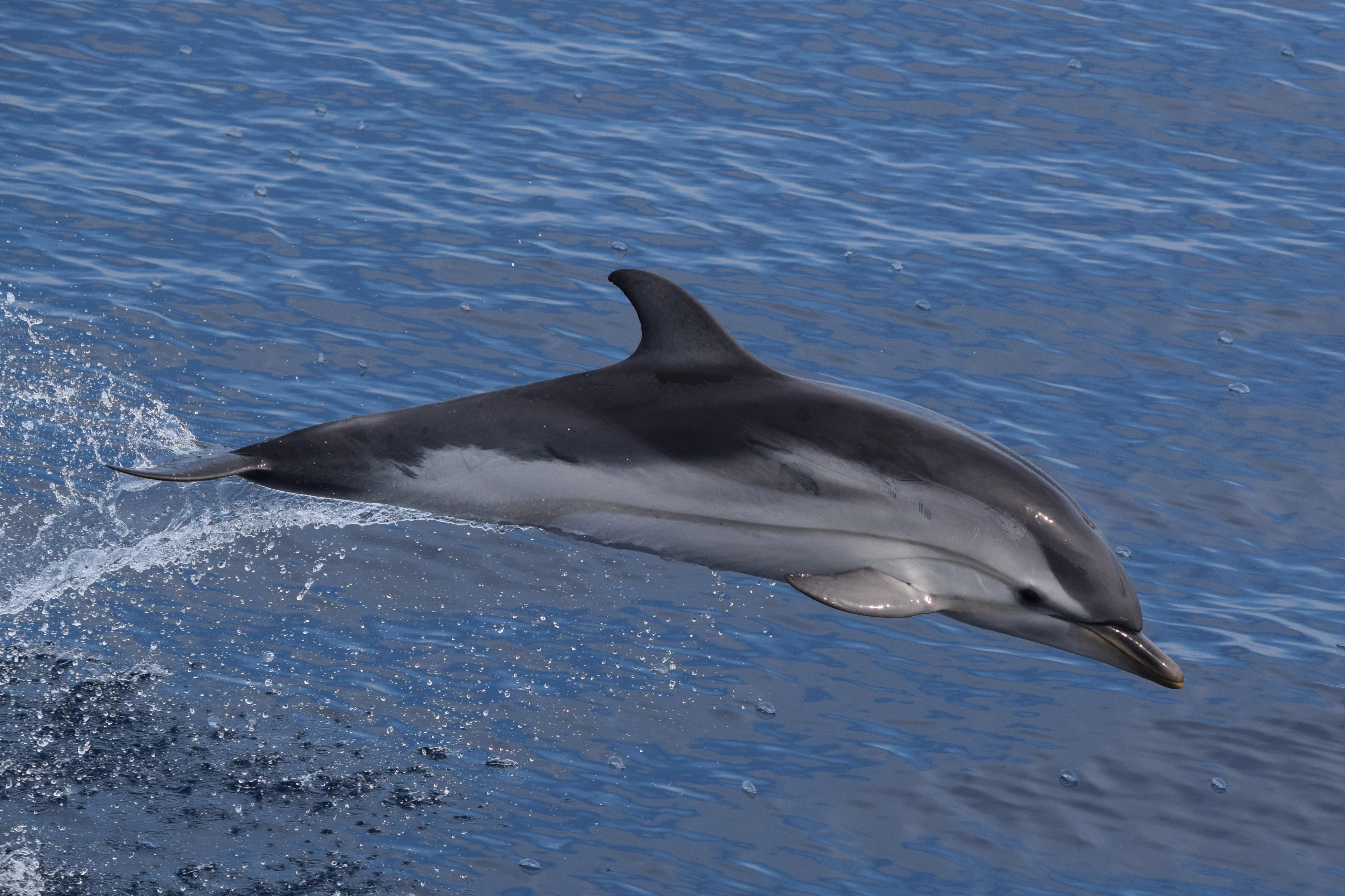
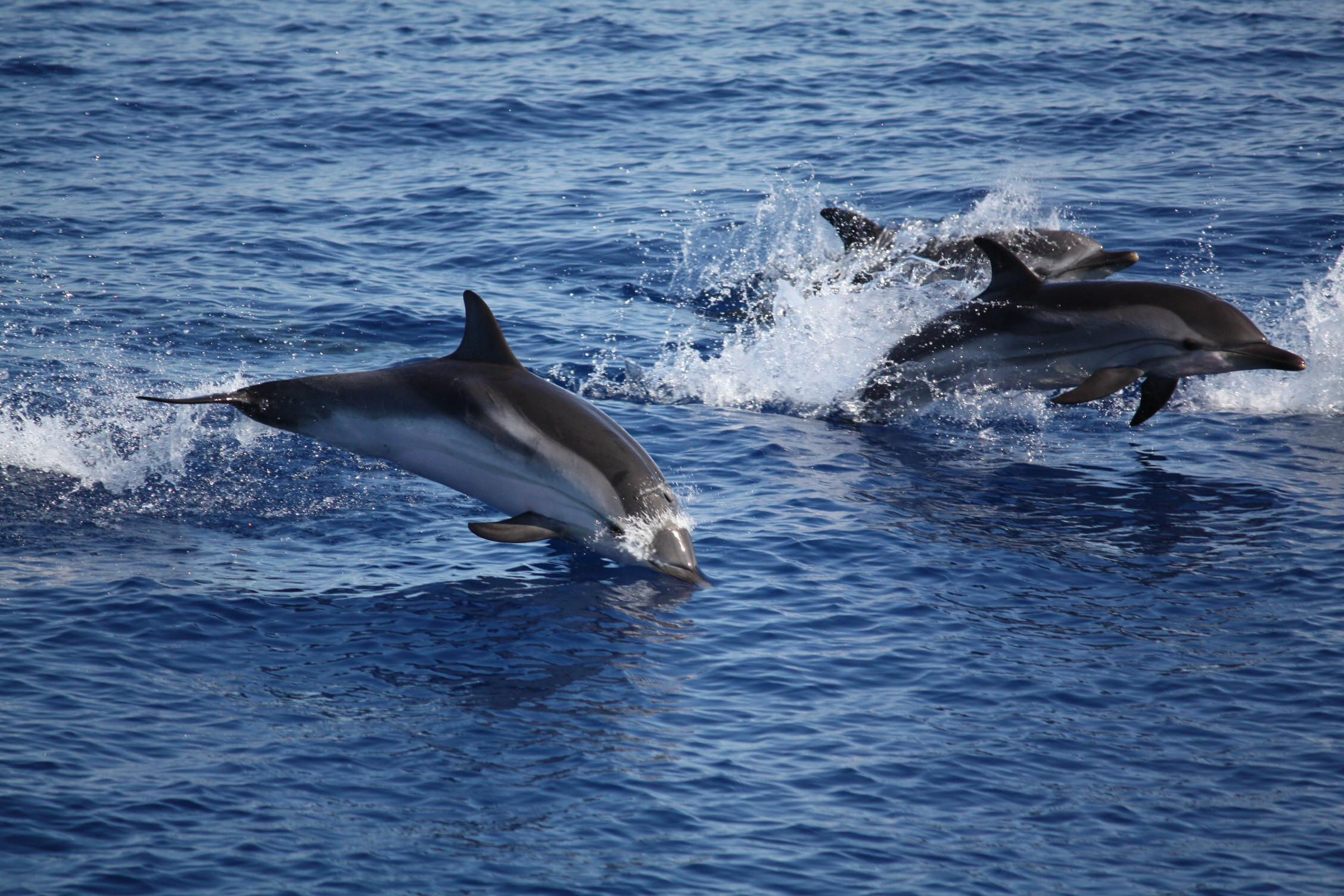
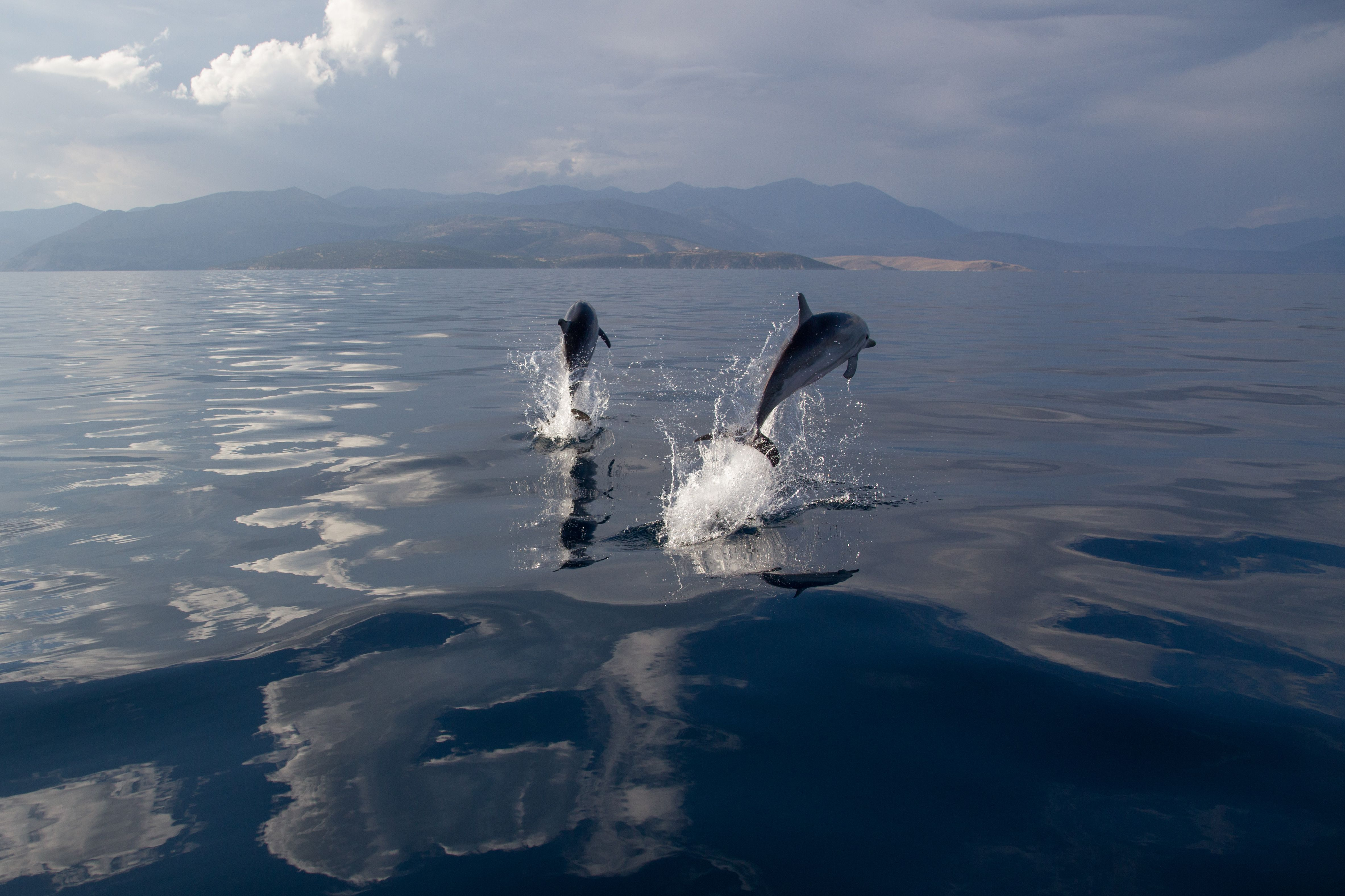

## Population et répartition
Le dauphin bleu et blanc préfère les climats tempérés ou tropicaux, entre le 40° nord et le 30° sud, où les températures moyennes de l'eau s'échelonnent entre 10 et 26°. Il est présent en abondance dans le nord et le sud de l'Atlantique, sans oublier la Méditerranée, les océans Indien et Pacifique. 
Au début des années 1990, en Méditerranée, une épidémie a touché massivement ces dauphins.
C'est, avec le dauphin tacheté pantropical, l'un des cétacés les plus communs : sa population est estimée à trois millions d'individus dans les océans. 

## Mœurs
On les observe en groupes généralement composés d'une vingtaine d'individus, parfois beaucoup plus nombreux. Certains individus peuvent voyager seuls. Quelquefois on peut les observer accompagnés de dauphins communs.
De manière générale, Stenella coeruleoalba est un animal à la fois social et sociable. Cette espèce apprécie de venir jouer dans l'étrave des bateaux. Son habitat naturel est aujourd'hui menacé par l'augmentation du trafic maritime et de la pêche.

## Interactions humaines

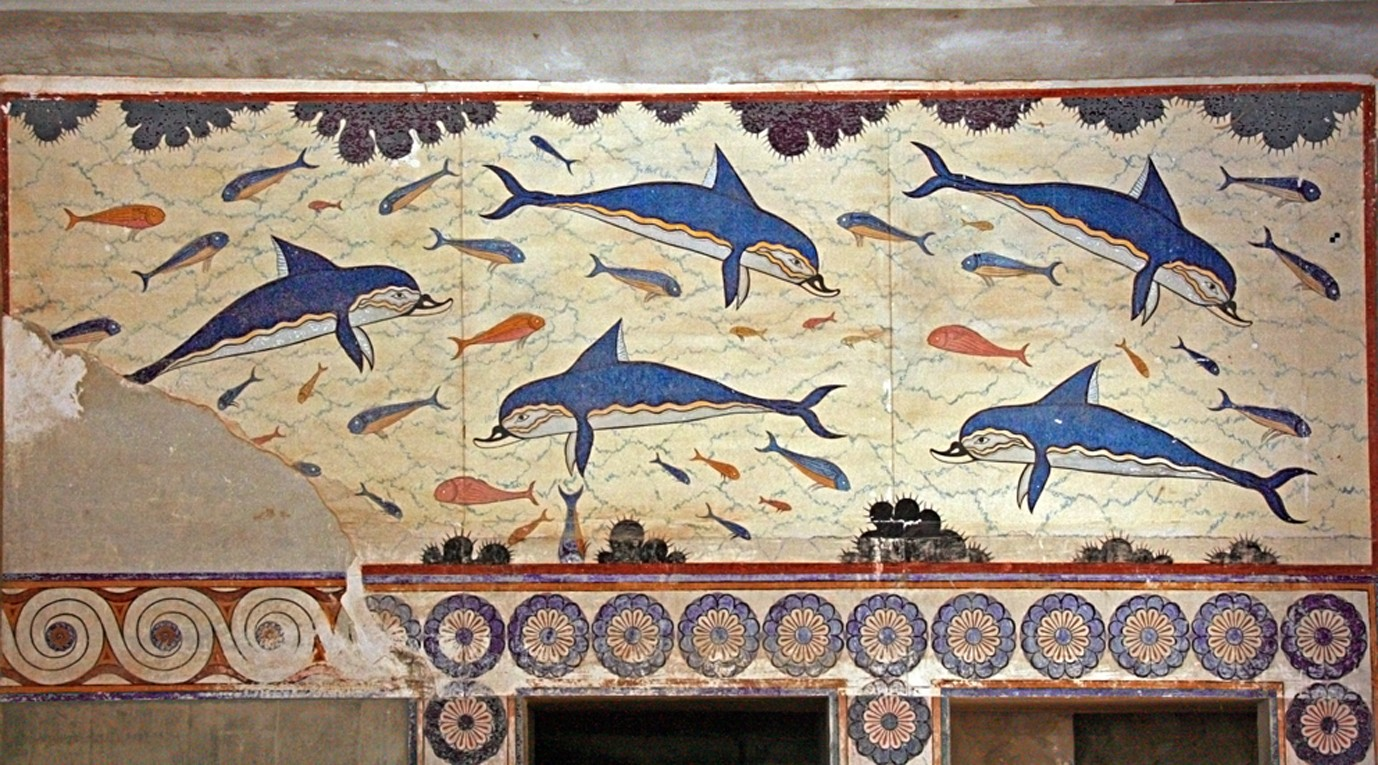
Fresque des dauphins de la salle de bain de la reine, Knossos, Crète, Grèce.

Le dauphin bleu et blanc, ou dauphin de Thétis, est connu et admiré dès l'âge du bronze en Europe, comme en témoigne la fresque des dauphins du palais minoen de Cnossos datant du XVe siècle avant notre ère.
Le Japon chasse ces dauphins depuis les années 1940. Huit mille à neuf mille dauphins furent tués chaque année pendant cette période avec une année record de vingt-et-un mille prises. Depuis l'introduction de quotas dans les années 1980, la chasse doit se limiter à 1 000 individus par an. Les écologistes s'inquiètent aussi, dans une moindre mesure, des populations méditerranéennes victimes de la pollution maritime, des maladies dues à la surpopulation et des accidents de pêche où des dauphins périssent étouffés dans les filets des chalutiers.
Plusieurs tentatives d'élevage en captivité ont échoué, les animaux refusaient de se nourrir.
Ce dauphin figure sur un timbre édité par les postes de Monaco en 2007.
En 2000, une jeune femelle est sauvée dans le port des Embiez en France. Arrivée avec six autres jeunes delphinidés, cette femelle avait un hameçon trident coincé dans le rostre. Eric Demay, mandaté par l'institut océanographique Paul Ricard, lui enleva cet hameçon après plus de quarante minutes de communication.